# Сеченьи, Дьёрдь

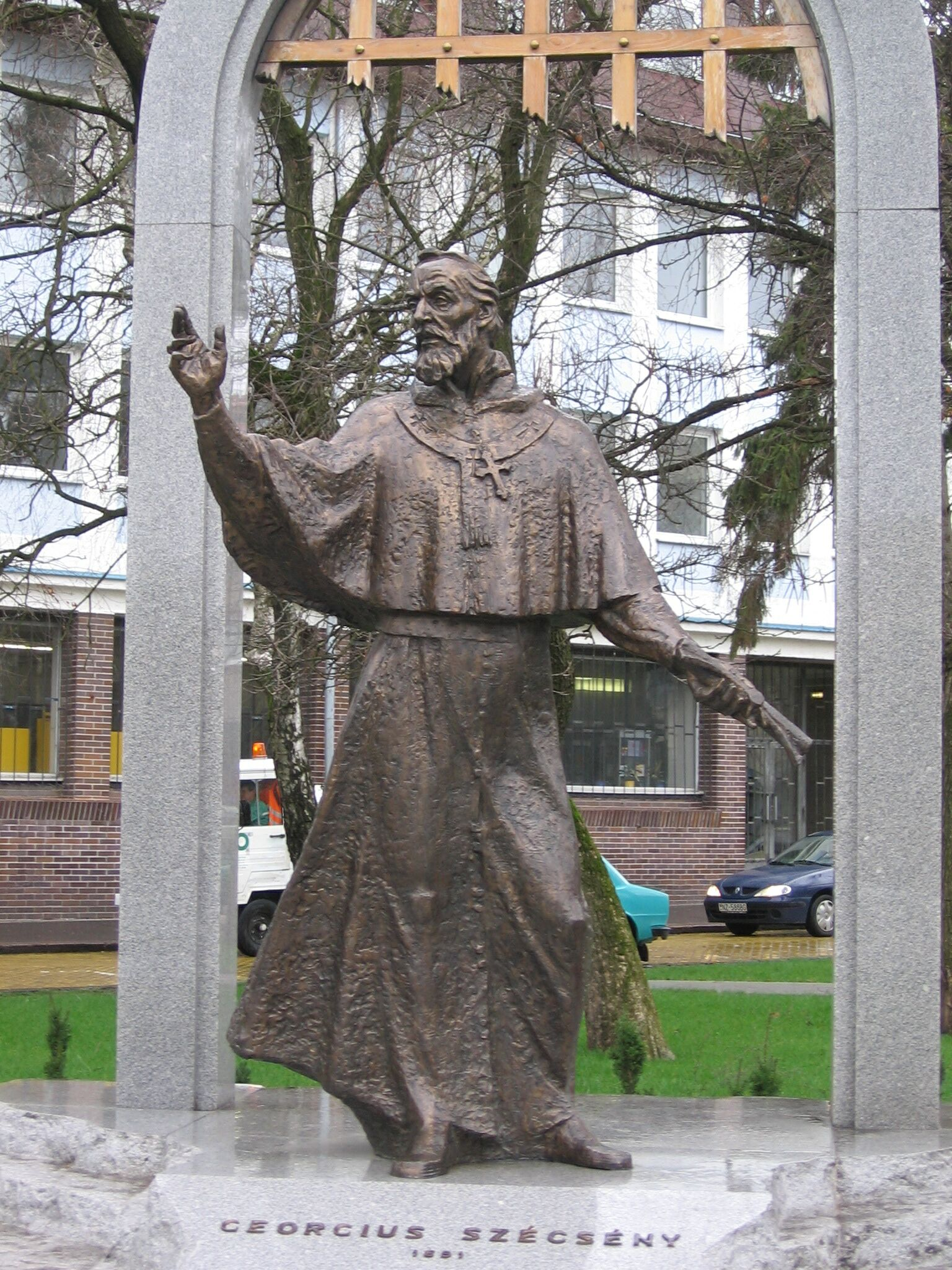
Памятник Дьёрдю Сеченьи в Нове-Замки (Словакия)

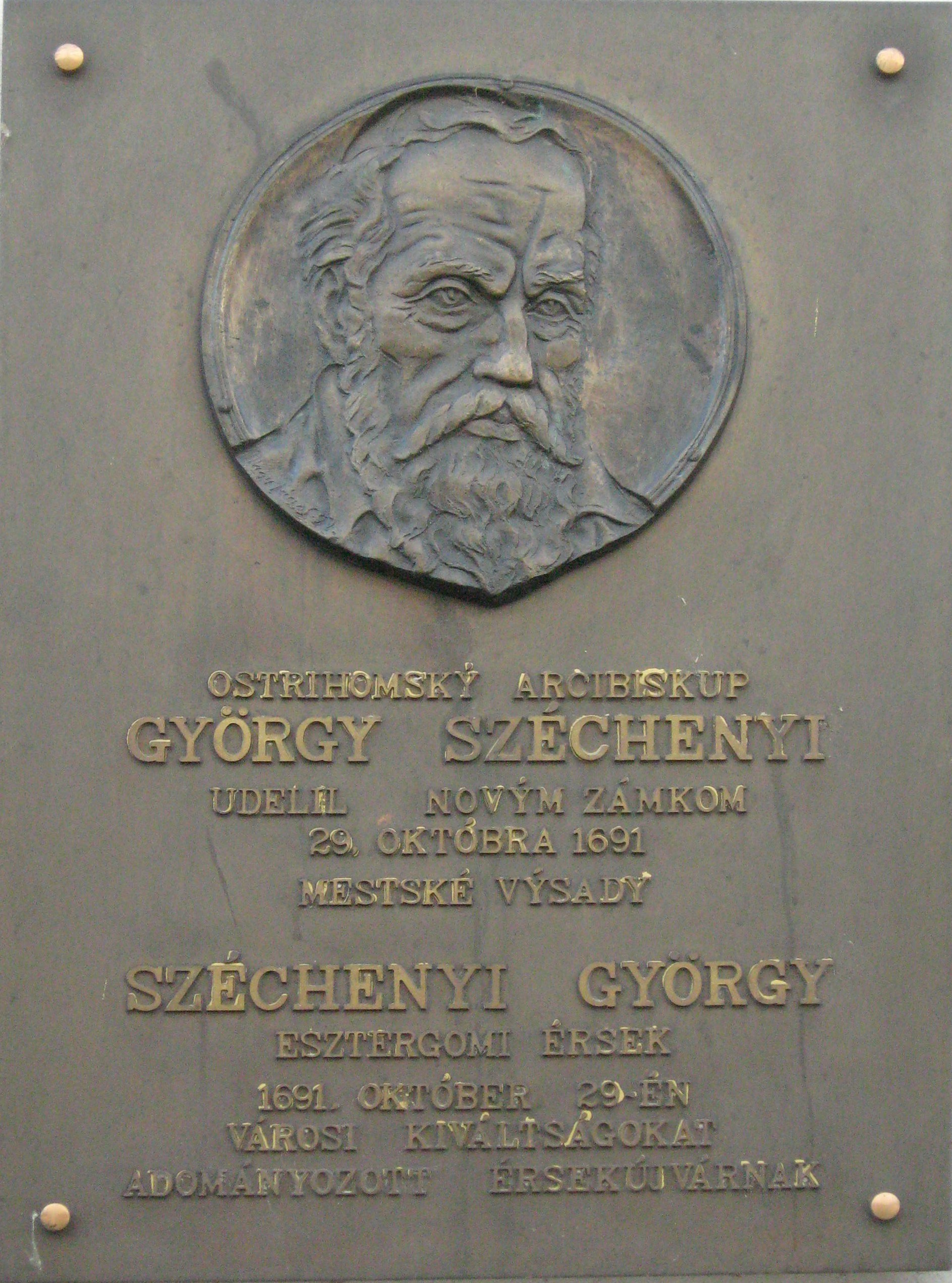
Мемориальная доска архиепископу

Дьёрдь Сеченьи (венг. György Széchenyi; 1592, Сечень — 18 февраля 1695, Братислава) — родоначальник венгерской графской ветви Сеченьи (Széchenyi de Sárvár-Felsővidék), получившей титул в 1697 году от императора Священной Римской империи Леопольда I, представители которой сыграли существенную роль в культурном, экономическом и техническом развитии венгерской нации.
Предстоятель Венгерской церкви, примас в Эстергоме, прозванный «чудом щедрости» (лат. «prodigium munificentiae»). Деятель Контрреформации. Доктор богословия.
Изучал гуманитарные науки в Дьёндьёше и Трнаве. С 1625 года изучал теологию в недавно основанной духовной семинарии в Вене. В марте 1631 года был рукоположен. Через три месяца стал священником в Шале (ныне Словакия). 7 февраля 1632 стал каноником Эстергома. С 1636 года — архидиакон Торна, с 1638 — проректор в Нове-Место-над-Вагом, с 1641 года — архидиакон Зволена. С 1644 года — епископ Печский. В 1644 году принимал участие в мирных переговорах в Линце с Дьёрдем I Ракоци.
В 1685—1695 годах — Примас Венгрии.
Основатель нескольких иезуитских монастырей и семинарий. В середине XVII века Дьёрдь Сеченьи, возглавляющий епископство, провёл ряд строительных работ в Шюмегской крепости и городе Шюмег. Город окружили каменной стеной, у которой было пять угловых башен с декоративными воротами. Тогда же был построен замок Тариснивар (от венг. tarisznya 'ранец' и vár 'замок').